# The Bob Cummings Show
The Bob Cummings Show (conosciuto anche come Love That Bob) è una serie televisiva statunitense in 173 episodi trasmessi per la prima volta nel corso di 5 stagioni dal 1955 al 1959. La serie produsse un seguito nella stagione 1961-1962, The New Bob Cummings Show.
Il Bob Cummings Show rappresenta il culmine della carriera televisiva di Robert Cummings. Anche se in seguito collezionò molte apparizioni come guest star e di nuovo con ruoli da protagonista di altre due serie nei primi anni 60 (The New Bob Cummings Show e My Living Doll) non raggiunse mai lo stesso successo in televisione.

## Trama
Bob Collins è un giovane fotografo di Hollywood, ufficiale riservista dell'Air Force e donnaiolo. La sitcom ruota intorno alle sue avventure romantiche con le fotomodelle con cui lavora di volta in volta e con i tentativi della sorella di fargli mettere la testa a posto.

## Personaggi

### Personaggi principali
- Bob Collins (127 episodi, 1955-1959), interpretato da Robert Cummings.
- Margaret MacDonald (113 episodi, 1955-1959), interpretata da Rosemary DeCamp.
- Charmaine 'Schultzy' Schultz (111 episodi, 1955-1959), interpretato da Ann B. Davis.
- Chuck MacDonald (109 episodi, 1955-1959), interpretato da Dwayne Hickman.

### Personaggi secondari
- Harvey Helm (16 episodi, 1955-1958), interpretato da King Donovan.
- Shirley Swanson (14 episodi, 1955-1959), interpretata da Joi Lansing.
- Pamela Livingstone (11 episodi, 1955-1959), interpretata da Nancy Kulp.
- Collette DuBois (10 episodi, 1955-1959), interpretata da Lisa Gaye.
- Carol Henning (8 episodi, 1956-1958), interpretata da Olive Sturgess.
- Francine Williams (8 episodi, 1955-1956), interpretata da Diane Jergens.
- Paul Fonda (7 episodi, 1955-1959), interpretato da Lyle Talbot.
- Martha Randolph (7 episodi, 1958-1959), interpretata da Rose Marie.
- Bertha Krause (6 episodi, 1955-1958), interpretata da Kathleen Freeman.
- Mary Beth Hall (6 episodi, 1955-1958), interpretata da Gloria Marshall.
- Kay Michaels (6 episodi, 1955-1957), interpretata da Lola Albright.
- Ingrid Goude (5 episodi, 1957-1958), interpretata da Ingrid Goude.
- Harriet Wyle (4 episodi, 1958-1959), interpretata da Dorothy Johnson.
- Mrs. Neimeyer (4 episodi, 1955-1958), interpretata da Marjorie Bennett.
- Jimmy Lloyd (4 episodi, 1956-1957), interpretato da Jeffrey Silver.
- Marie De Paulo (4 episodi, 1955-1957), interpretata da Lita Milan.
- Tammy Johnson (4 episodi, 1959), interpretato da Tammy Marihugh.
- Marian Billington (3 episodi, 1956-1958), interpretata da Barbara Nichols.
- Giselle Delys (3 episodi, 1958), interpretata da Lisa Davis.
- Bill Lear (3 episodi, 1957-1958), interpretato da John Archer.
- Anita (3 episodi, 1955-1958), interpretato da Shirley Bonne.
- Jean Blackburn (3 episodi, 1955-1956), interpretato da May Wynn.
- Frank Crenshaw (3 episodi, 1955-1958), interpretato da Dick Wesson.
- Mrs. Gordon (3 episodi, 1955-1957), interpretato da Sally Todd.
- Gwendolyn (3 episodi, 1958-1959), interpretata da Suzanne Lloyd.
- George Burns (3 episodi, 1955-1958), interpretato da George Burns.
- Mrs. Montague (3 episodi, 1955-1959), interpretata da Elvia Allman.
- Natasha (3 episodi, 1955-1959), interpretata da Sylvia Lewis.
- Ruth Helm (3 episodi, 1955-1958), interpretata da Mary Lawrence.
- Dr. Chandler (3 episodi, 1957-1959), interpretato da Herbert Rudley.

## Produzione
La serie fu prodotta da Laurel Productions e McCadden Productions e girata a Los Angeles in California. Il creatore e produttore della serie fu Paul Henning, in seguito produttore di grandi successi degli anni 60 come The Beverly Hillbillies , Petticoat Junction  e La fattoria dei giorni felici.

### Registi
Tra i registi della serie sono accreditati:
- Robert Cummings (40 episodi, 1957-1959)
- Rod Amateau (31 episodi, 1955-1957)
- Norman Tokar (5 episodi, 1956-1957)

## Premi
L'attrice Ann B. Davis (che interpreta Charmaine 'Schultzy' Schultz) vinse due Emmy Award per il suo ruolo.

## Distribuzione
La serie fu trasmessa negli Stati Uniti da gennaio a luglio del 1955 sulla NBC, dal 1955 al 1957 sulla CBS e dal 1957 al 1959 sulla NBC. Fu la prima serie a debuttare come midseason replacement (serie televisive che iniziavano nel mezzo della stagione televisiva, solitamente da gennaio in poi). La serie utilizzò il titolo Love That Bob in successive distribuzioni in syndication.

## Episodi
| Stagione         | Episodi | Prima TV originale |
| ---------------- | ------- | ------------------ |
| Prima stagione   | 28      | 1955               |
| Seconda stagione | 37      | 1955-1956          |
| Terza stagione   | 34      | 1956-1957          |
| Quarta stagione  | 36      | 1957-1958          |
| Quinta stagione  | 38      | 1958-1959          |